# عبدالله الکواری
عبدالله الکواری (انگلیسی: Abdulla Al-Kowari؛ زادهٔ ۱۶ ژوئن ۱۹۸۸) یک ورزشکار است.